# Coppa di Turchia 2020-2021 (pallavolo femminile)
La Coppa di Turchia 2020-2021 si è svolta dal 4 settembre 2020 al 9 marzo 2021: al torneo hanno partecipato sedici squadre di club turche e la vittoria finale è andata per la settima volta al VakıfBank.

## Regolamento
Alla competizione prendono parte tutte e 16 le squadre partecipanti alla Sultanlar Ligi 2020-2021, divise in quattro gironi da quattro squadre ciascuno, in cui si affrontano in un round-robin, dal quale le prime due classificate di ciascun girone accedono ai quarti di finale, disputati in gara unica, così come gli incontri di semifinale e finale della Final-four.

## Squadre partecipanti
| - Aydın BB - Beşiktaş - Beylikdüzü Vİ - Çan Gençlik Kale - Eczacıbaşı - Fenerbahçe - Galatasaray - İlbank | - Karayolları - Kuzeyboru - Nilüfer - PTT - Sarıyer - Türk Hava Yolları - VakıfBank - Yeşilyurt |

## Torneo

### Fase a gironi

#### Gruppo A

##### Risultati
| 4 settembre 2020 Başkent Voleybol Salonu, Ankara Durata: 2h:01 - Spettatori: 0 | Nilüfer   | 3 - 1 | PTT       | 23-25, 25-20, 25-19, 25-18 |
| 4 settembre 2020 Başkent Voleybol Salonu, Ankara Durata: 1h:49 - Spettatori: 0 | VakıfBank | 3 - 1 | İlbank    | 25-19, 23-25, 25-21, 25-21 |
| 5 settembre 2020 Başkent Voleybol Salonu, Ankara Durata: 1h:57 - Spettatori: 0 | İlbank    | 3 - 1 | Nilüfer   | 25-20, 12-25, 25-15, 25-20 |
| 5 settembre 2020 Başkent Voleybol Salonu, Ankara Durata: 1h:08 - Spettatori: 0 | PTT       | 0 - 3 | VakıfBank | 11-25, 16-25, 17-25        |
| 6 settembre 2020 Başkent Voleybol Salonu, Ankara Durata: 1h:12 - Spettatori: 0 | VakıfBank | 3 - 0 | Nilüfer   | 25-15, 25-15, 25-20        |
| 6 settembre 2020 Başkent Voleybol Salonu, Ankara Durata: 1h:43 - Spettatori: 0 | PTT       | 3 - 0 | İlbank    | 25-14, 25-22, 35-33        |

##### Classifica
| Pos. | Squadra   | Pt | G | V | P | SV | SP | Ratio | PF  | PS  | Ratio |
| ---- | --------- | -- | - | - | - | -- | -- | ----- | --- | --- | ----- |
| 1.   | VakıfBank | 9  | 3 | 3 | 0 | 9  | 1  | 9,000 | 248 | 180 | 1,378 |
| 2.   | PTT       | 3  | 3 | 1 | 2 | 4  | 6  | 0,670 | 211 | 242 | 0,872 |
| 3.   | Nilüfer   | 3  | 3 | 1 | 2 | 4  | 7  | 0,570 | 228 | 244 | 0,934 |
| 4.   | İlbank    | 3  | 3 | 1 | 2 | 4  | 7  | 0,570 | 242 | 263 | 0,920 |

      Qualificata ai quarti di finale.

#### Gruppo B

##### Risultati
| 4 settembre 2020 Cengiz Göllü Kapalı Spor Salonu, Bursa Durata: 1h:29 - Spettatori: 0  | Aydın BB    | 3 - 0 | Karayolları | 25-17, 25-19, 25-21               |
| 4 settembre 2020 Cengiz Göllü Kapalı Spor Salonu, Bursa Durata: 1h:32 - Spettatori: 15 | Eczacıbaşı  | 3 - 0 | Kuzeyboru   | 25-22, 25-18, 25-21               |
| 5 settembre 2020 Cengiz Göllü Kapalı Spor Salonu, Bursa Durata: 2h:26 - Spettatori: 20 | Kuzeyboru   | 3 - 2 | Aydın BB    | 25-22, 15-25, 20-25, 26-24, 15-11 |
| 5 settembre 2020 Cengiz Göllü Kapalı Spor Salonu, Bursa Durata: 1h:26 - Spettatori: 0  | Karayolları | 0 - 3 | Eczacıbaşı  | 23-25, 14-25, 16-25               |
| 6 settembre 2020 Cengiz Göllü Kapalı Spor Salonu, Bursa Durata: 1h:23 - Spettatori: 0  | Eczacıbaşı  | 3 - 0 | Aydın BB    | 25-19, 25-16, 25-15               |
| 6 settembre 2020 Cengiz Göllü Kapalı Spor Salonu, Bursa Durata: 1h:28 - Spettatori: 0  | Karayolları | 0 - 3 | Kuzeyboru   | 20-25, 21-25, 18-25               |

##### Classifica
| Pos. | Squadra     | Pt | G | V | P | SV | SP | Ratio | PF  | PS  | Ratio |
| ---- | ----------- | -- | - | - | - | -- | -- | ----- | --- | --- | ----- |
| 1.   | Eczacıbaşı  | 9  | 3 | 3 | 0 | 9  | 0  | MAX   | 225 | 164 | 1,372 |
| 2.   | Kuzeyboru   | 5  | 3 | 2 | 1 | 6  | 5  | 1,200 | 237 | 241 | 0,983 |
| 3.   | Aydın BB    | 4  | 3 | 1 | 2 | 5  | 6  | 0,830 | 232 | 233 | 0,996 |
| 4.   | Karayolları | 0  | 3 | 0 | 3 | 0  | 9  | 0,000 | 169 | 225 | 0,751 |

      Qualificata ai quarti di finale.

#### Gruppo C

##### Risultati
| 4 settembre 2020 Burhan Felek Spor Salonu, Istanbul Durata: 1h:21 - Spettatori: 0  | Türk Hava Yolları | 3 - 0 | Beşiktaş          | 25-15, 25-20, 25-19 |
| 5 settembre 2020 Burhan Felek Spor Salonu, Istanbul Durata: 1h:03 - Spettatori: 0  | Beşiktaş          | 0 - 3 | Fenerbahçe        | 10-25, 10-25, 8-25  |
| 6 settembre 2020 Burhan Felek Spor Salonu, Istanbul Durata: 1h:40 - Spettatori: 35 | Fenerbahçe        | 3 - 0 | Türk Hava Yolları | 25-22, 32-30, 25-17 |
| 9 novembre 2020 Burhan Felek Spor Salonu, Istanbul Durata: 1h:17 - Spettatori: 30  | Beşiktaş          | 0 - 3 | Sarıyer           | 10-25, 22-25, 20-25 |
| 25 novembre 2020 Burhan Felek Spor Salonu, Istanbul Durata: 1h:29 - Spettatori: 24 | Sarıyer           | 0 - 3 | Türk Hava Yolları | 23-25, 20-25, 15-25 |
| 13 gennaio 2020 Burhan Felek Spor Salonu, Istanbul Durata: 1h:26 - Spettatori: 0   | Fenerbahçe        | 3 - 0 | Sarıyer           | 27-25, 25-13, 27-25 |

##### Classifica
| Pos. | Squadra           | Pt | G | V | P | SV | SP | Ratio | PF  | PS  | Ratio |
| ---- | ----------------- | -- | - | - | - | -- | -- | ----- | --- | --- | ----- |
| 1.   | Fenerbahçe        | 9  | 3 | 3 | 0 | 9  | 0  | MAX   | 236 | 160 | 1,475 |
| 2.   | Türk Hava Yolları | 6  | 3 | 2 | 1 | 6  | 3  | 2,000 | 219 | 194 | 1,129 |
| 3.   | Sarıyer           | 3  | 3 | 1 | 2 | 3  | 6  | 0,500 | 196 | 206 | 0,952 |
| 4.   | Beşiktaş          | 0  | 3 | 0 | 3 | 0  | 9  | 0,000 | 134 | 225 | 0,596 |

      Qualificata ai quarti di finale.

#### Gruppo D

##### Risultati
| 4 settembre 2020 Burhan Felek Spor Salonu, Istanbul Durata: 1h:34 - Spettatori: 2  | Galatasaray      | 3 - 0 | Çan Gençlik Kale | 25-16, 25-21, 25-22        |
| 5 settembre 2020 Burhan Felek Spor Salonu, Istanbul Durata: 1h:57 - Spettatori: 30 | Çan Gençlik Kale | 3 - 1 | Yeşilyurt        | 25-23, 25-16, 20-25, 25-21 |
| 6 settembre 2020 Burhan Felek Spor Salonu, Istanbul Durata: 1h:18 - Spettatori: 20 | Galatasaray      | 3 - 0 | Yeşilyurt        | 25-16, 25-15, 25-19        |

##### Classifica
| Pos. | Squadra          | Pt | G | V | P | SV | SP | Ratio | PF  | PS  | Ratio |
| ---- | ---------------- | -- | - | - | - | -- | -- | ----- | --- | --- | ----- |
| 1.   | Galatasaray      | 6  | 2 | 2 | 0 | 6  | 0  | MAX   | 150 | 109 | 1,376 |
| 2.   | Çan Gençlik Kale | 3  | 2 | 1 | 1 | 3  | 4  | 0,750 | 154 | 160 | 0,962 |
| 3.   | Yeşilyurt        | 0  | 2 | 0 | 2 | 1  | 6  | 0,170 | 135 | 170 | 0,794 |

      Qualificata ai quarti di finale.

### Quarti di finale
|  | Quarti di finale  | Quarti di finale  | Quarti di finale |             |            | Semifinali | Semifinali | Semifinali |  |  | Finale | Finale | Finale |  |
|  |                   |                   |                  |             |            |            |            |            |  |  |        |        |        |  |
|  | VakıfBank         | VakıfBank         | 3                |             |            |            |            |            |  |  |        |        |        |  |
|  | VakıfBank         | VakıfBank         | 3                |             |            |            |            |            |  |  |        |        |        |  |
|  | Çan Gençlik Kale  | Çan Gençlik Kale  | 0                |             |            |            |            |            |  |  |        |        |        |  |
|  | Çan Gençlik Kale  | Çan Gençlik Kale  | 0                |             | VakıfBank  | VakıfBank  | 3          |            |  |  |        |        |        |  |
|  |                   |                   |                  |             | VakıfBank  | VakıfBank  | 3          |            |  |  |        |        |        |  |
|  |                   |                   | Galatasaray      | Galatasaray | 0          |            |            |            |  |  |        |        |        |  |
|  | Galatasaray       | Galatasaray       | Galatasaray      | Galatasaray | 0          | 3          |            |            |  |  |        |        |        |  |
|  | Galatasaray       | Galatasaray       |                  |             |            |            |            |            |  |  |        |        |        |  |
|  | PTT               | PTT               | 1                |             |            |            |            |            |  |  |        |        |        |  |
|  | PTT               | PTT               | 1                |             | VakıfBank  | VakıfBank  | 3          |            |  |  |        |        |        |  |
|  |                   |                   |                  |             |            |            |            |            |  |  |        |        |        |  |
|  |                   |                   | Eczacıbaşı       | Eczacıbaşı  | 0          |            |            |            |  |  |        |        |        |  |
|  | Eczacıbaşı        | Eczacıbaşı        | Eczacıbaşı       | Eczacıbaşı  | 0          | 3          |            |            |  |  |        |        |        |  |
|  | Eczacıbaşı        | Eczacıbaşı        |                  |             |            |            |            |            |  |  |        |        |        |  |
|  | Türk Hava Yolları | Türk Hava Yolları | 2                |             |            |            |            |            |  |  |        |        |        |  |
|  | Türk Hava Yolları | Türk Hava Yolları | 2                |             | Eczacıbaşı | Eczacıbaşı | 3          |            |  |  |        |        |        |  |
|  |                   |                   |                  |             | Eczacıbaşı | Eczacıbaşı | 3          |            |  |  |        |        |        |  |
|  |                   |                   | Fenerbahçe       | Fenerbahçe  | 0          |            |            |            |  |  |        |        |        |  |
|  | Fenerbahçe        | Fenerbahçe        | Fenerbahçe       | Fenerbahçe  | 0          | 3          |            |            |  |  |        |        |        |  |
|  | Fenerbahçe        | Fenerbahçe        |                  |             |            |            |            |            |  |  |        |        |        |  |
|  | Kuzeyboru         | Kuzeyboru         | 0                |             |            |            |            |            |  |  |        |        |        |  |

| 10 febbraio 2021 Vakıfbank Spor Sarayı, Istanbul Durata: 1h:11 - Spettatori: 15    | VakıfBank   | 3 - 0 | Çan Gençlik Kale  | 25-16, 25-18, 25-12               |
| 10 febbraio 2021 Burhan Felek Spor Salonu, Istanbul Durata: 2h:02 - Spettatori: 27 | Galatasaray | 3 - 1 | PTT               | 24-26, 25-15, 25-22, 25-13        |
| 11 febbraio 2021 Eczacıbaşı Spor Salonu, Istanbul Durata: 2h:30 - Spettatori: 20   | Eczacıbaşı  | 3 - 2 | Türk Hava Yolları | 23-25, 25-18, 25-15, 23-25, 16-14 |
| 10 febbraio 2021 Burhan Felek Spor Salonu, Istanbul Durata: 1h:25 - Spettatori: 35 | Fenerbahçe  | 3 - 0 | Kuzeyboru         | 26-24, 25-20, 25-20               |

### Final-four

#### Semifinali
| 8 marzo 2021 Burhan Felek Spor Salonu, Istanbul Durata: 1h:19 - Spettatori: 38 | VakıfBank  | 3 - 0 | Galatasaray | 25-19, 25-17, 25-15 |
| 8 marzo 2021 Burhan Felek Spor Salonu, Istanbul Durata: 1h:24 - Spettatori: 34 | Eczacıbaşı | 3 - 0 | Fenerbahçe  | 25-19, 25-15, 25-19 |

#### Finale
| 9 marzo 2021 Burhan Felek Spor Salonu, Istanbul Durata: 1h:26 - Spettatori: 70 | VakıfBank | 3 - 0 | Eczacıbaşı | 25-18, 25-19, 25-22 |

## Statistiche
| Rendimento individuale | Rendimento individuale | Rendimento individuale | Rendimento individuale |
| Pos.                   | Nome                   | Punti                  | Squadra                |
| ---------------------- | ---------------------- | ---------------------- | ---------------------- |
| 1                      | Tijana Bošković        | 118                    | Eczacıbaşı             |
| 2                      | Melissa Vargas         | 92                     | Fenerbahçe             |
| 3                      | Isabelle Haak          | 89                     | VakıfBank              |
| 4                      | Emilija Nikolova       | 76                     | PTT                    |
| 5                      | Ebrar Karakurt         | 74                     | Türk Hava Yolları      |

| Attacchi vincenti | Attacchi vincenti   | Attacchi vincenti | Attacchi vincenti |
| Pos.              | Nome                | Punti             | Squadra           |
| ----------------- | ------------------- | ----------------- | ----------------- |
| 1                 | Tijana Bošković     | 102               | Eczacıbaşı        |
| 2                 | Melissa Vargas      | 79                | Fenerbahçe        |
| 3                 | Isabelle Haak       | 73                | VakıfBank         |
| 4                 | Emilija Nikolova    | 66                | PTT               |
| 5                 | Brankica Mihajlović | 59                | Fenerbahçe        |

| Muri vincenti | Muri vincenti    | Muri vincenti | Muri vincenti     |
| Pos.          | Nome             | Punti         | Squadra           |
| ------------- | ---------------- | ------------- | ----------------- |
| 1             | Zehra Güneş      | 14            | VakıfBank         |
| 2             | Büşra Şahin      | 13            | Türk Hava Yolları |
| 3             | Hristina Ruseva  | 12            | PTT               |
| 4             | Yasemin Güveli   | 10            | Eczacıbaşı        |
| 5             | Kübra Akman      | 9             | VakıfBank         |
| 5             | Chiaka Ogbogu    | 9             | Eczacıbaşı        |
| 5             | Yasemin Yıldırım | 9             | Nilüfer           |

| Battute vincenti | Battute vincenti | Battute vincenti | Battute vincenti  |
| Pos.             | Nome             | Punti            | Squadra           |
| ---------------- | ---------------- | ---------------- | ----------------- |
| 1                | Ebrar Karakurt   | 12               | Türk Hava Yolları |
| 1                | Jordan Thompson  | 12               | Eczacıbaşı        |
| 3                | Tijana Bošković  | 8                | Eczacıbaşı        |
| 3                | Isabelle Haak    | 8                | VakıfBank         |
| 3                | Bahar Toksoy     | 8                | Fenerbahçe        |
| 3                | Melissa Vargas   | 8                | Fenerbahçe        |